# Rhoda
Rhoda è una sit-com televisiva statunitense nata come spin-off della serie Mary Tyler Moore, interpretata da Valerie Harper nel ruolo di Rhoda Morgenstern, la vicina di pianerottolo e migliore amica di Mary. La serie vinse due Golden Globe e due Emmy Awards.
La sit-com è andata in onda sulla CBS dal 9 settembre 1974 al 2 dicembre 1978, mentre in Italia è approdata sulla Rete 2 (l'odierna Rai 2) l'11 maggio 1981 all'interno della trasmissione Buonasera con... Paolo Ferrari.

## Personaggi ed interpreti
- Rhoda Morgenstern Gerard (110 episodi, 1974-1978), interpretato da Valerie Harper.
- Brenda Morgenstern (110 episodi, 1974-1978), interpretato da Julie Kavner.
- Joe Gerard (55 episodi, 1974-1977), interpretato da David Groh.
- Ida Morgenstern (39 episodi, 1974-1978), interpretata da Nancy Walker.
- Gary Levy (25 episodi, 1975-1978), interpretato da Ron Silver.
- Benny Goodwin (21 episodi, 1977-1978), interpretato da Ray Buktenica.
- Martin Morgenstern (17 episodi, 1974-1978), interpretato da Harold Gould.
- Jack Doyle (16 episodi, 1977-1978), interpretato da Kenneth McMillan.
- Johnny Venture (11 episodi, 1976-1978), interpretato da Michael Delano.
- Justin Culp (9 episodi, 1974-1976), interpretato da Scoey Mitchell.
- Myrna Morgenstein (9 episodi, 1974-1976), interpretato da Barbara Sharma.
- Nick Lobo (7 episodi, 1974-1977), interpretato da Richard Masur.
- Sally Gallagher (7 episodi, 1976-1977), interpretato da Anne Meara.
- Ramon Diaz Jr. (7 episodi, 1977-1978), interpretato da Rafael Campos.
- Susan Alborn (6 episodi, 1974-1977), interpretato da Beverly Sanders.
- Lenny Fiedler (6 episodi, 1974-1976), interpretato da Wes Stern.
- Mary Richards (6 episodi, 1974-1977), interpretato da Mary Tyler Moore.
- Rick (5 episodi, 1975-1976), interpretato da Don Chastain.
- Alice Barth (5 episodi, 1975-1978), interpretato da Candice Azzara.
- Carlton, il portiere (64 episodi, 1974-1978), personaggio fuori scena doppiato da Lorenzo Music.

## Episodi
| Stagione         | Episodi | Prima TV USA | Prima TV Italia |
| ---------------- | ------- | ------------ | --------------- |
| Prima stagione   | 25      | 1974-1975    | 1981            |
| Seconda stagione | 24      | 1975-1976    |                 |
| Terza stagione   | 24      | 1976-1977    |                 |
| Quarta stagione  | 24      | 1977-1978    |                 |
| Quinta stagione  | 13      | 1978         |                 |